# MathWorld
MathWorld (volný český překlad „svět matematiky“) je internetový server obsahující soubor informací z matematiky. Hlavním sponzorem serveru je Wolfram Research Inc., jejichž výtvorem je matematický software Mathematica. MathWorld je psán v angličtině.
Původním autorem stránek je Eric W. Weisstein, který roku 1995 poprvé publikoval své poznámky na internetu pod názvem Eric's Treasure Trove of Mathematics („Erikova truhla matematických pokladů“). Roku 1998 uzavřel dohodu s vydavatelstvím CRC Press, které vydalo stránky tiskem a na CD-ROM pod názvem CRC Concise Encyclopedia of Mathematics. Roku 1999 nastoupil Eric Weisstein do Wolfram Research Inc. (WRI) a „matematická truhla pokladů“ byla přejmenována na MathWorld a zpřístupněna. V roce 2000 vydavatelství CRC Press zažalovalo WRI a Erica Weissteina z důvodu, že obsah stránek měl zůstat pouze v tištěné podobě. Na základě soudního rozhodnutí byly stránky zablokovány. Z tohoto důvodu byl založen podobně zaměřený server PlanetMath. Později byl spor mimosoudně vyřešen a stránky byly opět zpřístupněny veřejnosti.